# María Kodama

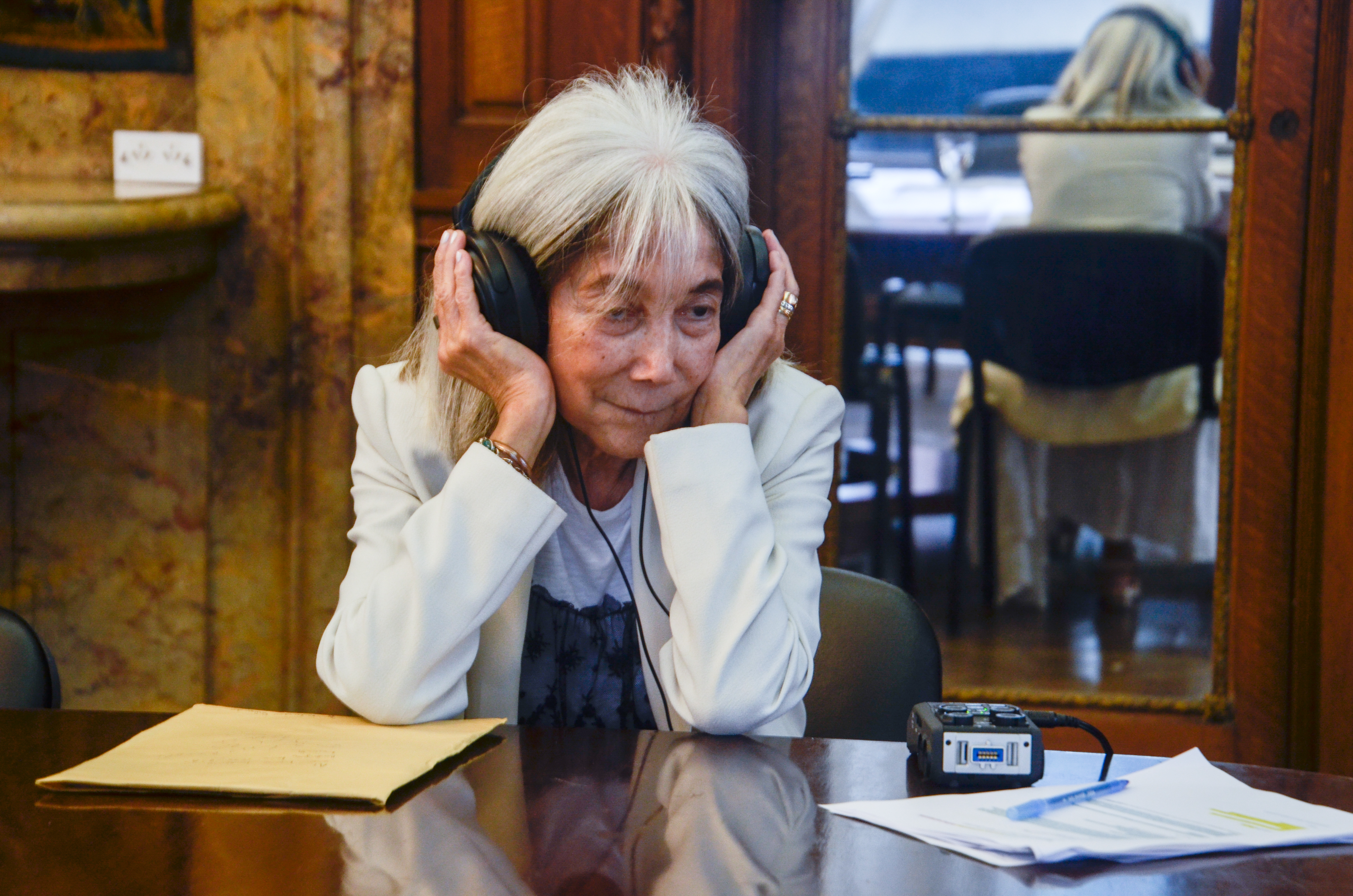
María Kodama, 2017

María Kodama (* 10. März 1937 in Buenos Aires; † 26. März 2023 in Vicente López) war eine argentinische Autorin, Übersetzerin und Literaturprofessorin. Sie war die literarische Sekretärin von Jorge Luis Borges, der ihr 1979 in seinem Testament die Rechte an seinem Werk vermachte, und wurde insbesondere als Nachlassverwalterin seines geistigen Eigentums bekannt. Die beiden heirateten 1986 kurz vor Borges’ Tod.

## Leben und Wirken
Kodama war die Tochter von Maria Antonia Schweizer, mit deutschschweizerischen, englischen und spanischen Wurzeln, und des japanischen Chemikers Yosaburo Kodama. Aus ihrer Heiratsurkunde geht hervor, dass sie 1941 geboren wurde, laut ihrer Geburtsurkunde wurde sie jedoch am 10. März 1937 geboren. Mit zwölf Jahren begleitete sie einen Freund ihres Vaters zu einem Vortrag von Jorge Luis Borges. Als sie ihn reden hörte, sagte sie sich: „Wenn dieser Mann, der noch schüchterner ist als ich, unterrichten kann, dann kann ich es auch.“
Sie studierte an der Universität von Buenos Aires unter anderem Literatur und Isländisch. Als Studiengefährtin von Jorge Luis Borges teilte sie mit ihm ihre Interessen an Literatur und den germanischen Sprachen. 1975 reisten sie gemeinsam in die Vereinigten Staaten. Dort arbeitete sie mit ihm zusammen an den Büchern Breve antología anglosajona (1978) und Atlas (1984), Zeugnisse von Reisen, die sie gemeinsam um die Welt unternommen hatten, und an der Übersetzung von Gylfaginning, dem ersten Buch von Snorri Sturluson, das unter dem Titel La Alucinación de Gylfi veröffentlicht wurde.
Am 26. April 1986 heiratete sie den Schriftsteller, der sieben Wochen später starb. Nach dessen Tod war sie die Präsidentin der Fundación Internacional Jorge Luis Borges und Nachlassverwalterin von Borges. María Kodama starb 2023 im Alter von 86 Jahren in Vicente López an den Folgen einer Brustkrebserkrankung. Sie wurde auf dem Parque Memorial de Pilar beigesetzt.

## Werke
- Homenaje a Borges, Lumen (2016)
- Relatos, Sudamericana (2018)